# Episodi di Sciame
La prima stagione della serie televisiva Sciame, composta da sette episodi, è stata pubblicata sulle piattaforma streaming Prime Video il 17 marzo 2023.
| nº | Titolo originale             | Titolo italiano           | Pubblicazione USA | Pubblicazione Italia |
| -- | ---------------------------- | ------------------------- | ----------------- | -------------------- |
| 1  | Stung                        | Punta                     | 17 marzo 2023     | 17 marzo 2023        |
| 2  | Honey                        | Miele                     | 17 marzo 2023     | 17 marzo 2023        |
| 3  | Taste                        | Gusto                     | 17 marzo 2023     | 17 marzo 2023        |
| 4  | Running Scared               | In fuga per la paura      | 17 marzo 2023     | 17 marzo 2023        |
| 5  | Girl, Bye                    | Ragazza, addio            | 17 marzo 2023     | 17 marzo 2023        |
| 6  | Falling Through the Cracks   | Passare inosservata       | 17 marzo 2023     | 17 marzo 2023        |
| 7  | Only God Makes Happy Endings | Solo Dio realizza i sogni | 17 marzo 2023     | 17 marzo 2023        |

## Punta
- Titolo originale: Stung
- Diretto da: Donald Glover
- Scritto da: Janine Nabers e Donald Glover

### Trama
Nel 2016, Andrea "Dre" Greene vive a Houston con la sua sorella adottiva Marissa. Sin da piccole le due erano fan della cantautrice Ni'Jah ma, mentre col passare degli anni l'ammirazione di Marissa è andata scemando, per Dre è diventata una vera e propria ossessione. Dopo un litigio tra le due avvenuto al lavoro, Marissa decide di preparare i bagagli e trasferirsi dal suo ragazzo Khalid lasciando Dre da sola. Le dice che presto vorrà andare a vivere con lui, nonostante Dre le dica che ha comprato i biglietti per Ni'Jah per entrambe e nonostante la avvisi che Khalid ci abbia provato con lei. Dre colma il vuoto lasciato dalla sorella in un club, perdendo la verginità col primo ragazzo che trova. La mattina seguente, Dre viene a conoscenza che Marissa aveva litigato con Khalid dopo aver scoperto di esser stata tradita. Tornata a casa, scopre che Marissa si è tolta la vita. Dre si precipita a casa di Khalid accusandolo di aver portato lui stesso Marissa al suicidio. Nonostante la chiara dimostrazione di rimorso di Khalid, Dre lo uccide impulsivamente durante un crollo psicologico.
- Guest star: Chloe Bailey (Marissa "Ris" Jackson); Nirine S. Brown (Ni'Jah); Damson Idris (Khalid); Rory Culkin (Ragazzo in discoteca); Karen Rodriguez (Erica)

## Miele
- Titolo originale: Honey
- Diretto da: Adamma Ebo
- Scritto da: Jamal Olori

### Trama
Nel 2017, Dre lavora come stripper in un night club a Fayetteville. Qui si imbatte in Reggie Wilkins, un hater di Ni'Jah che su Twitter aveva insultato Marissa. Dre al club fa la conoscenza di Hailey, una stripper con problemi di coppia. Nel tentativo di aiutarla, Dre ammazza il suo uomo. Hailey, dopo averla scoperta, si offre di aiutare la ragazza a liberarsi del corpo. Ma, per non coinvolgere troppe persone, Dre uccide anche lei. Dopo un turno di lavoro e un festino in una casa piena di pervertiti, Dre e le sue colleghe stripper subiscono un guasto all'auto e un uomo si offre di dar loro una mano. Dre si rende conto che l'uomo che si è offerto di aiutarle è proprio Reggie Wilkins. Le ragazze accettano il suo aiuto e si dirigono verso la sua abitazione. Qui Dre, per vendetta dei tweet offensivi verso Ni'Jah e Marissa, prova a uccidere Reggie, ma l'uomo si difende e cerca di strangolarla. Dre viene salvata dalle sue colleghe che, armate di pistola, uccidono Reggie pensando che lui la stesse stuprando. A quel punto Dre fugge dalla casa con l'auto riparata, abbandonando le sue colleghe a casa di Wilkins.
- Guest star: Paris Jackson (Hailey); Atkins Estimond (Reggie Wilkins); X Mayo (Cheeks); Karina Chery (Paris); NaSwana Moon (Mocha); Brii Reneé (Bianca); Casey Mills (Sir)

## Gusto
- Titolo originale: Taste
- Diretto da: Adamma Ebo
- Scritto da: Janine Nabers e Kara Brown

### Trama
Quattro mesi dopo, Dre comincia a viaggiare per l'America uccidendo chiunque abbia osato insultare Ni'Jah sui social media, in forma di riscatto per la pop star. Arriva in California per uccidere una hater, ma proprio in quel momento vede George, un membro dello staff di Ni'Jah. Tenta di sedurlo con l'intento di riuscire ad accedere al party esclusivo in cui verrà celebrato il nuovo album del marito di Ni'Jah. Alla fine riesce a sedurlo grazie al cibo, vero vizio di George. Dre dunque riesce ad imbucarsi alla festa e a incontrare Ni'Jah ma, quando la vede, le viene un'allucinazione causata da un crollo psicologico e, senza nemmeno accorgersene, la aggredisce con un morso sul volto per poi scappare.
- Guest star: Byron Bowers (George Clemons); Nirine S. Brown (Ni'Jah); Stephen Glover (Caché); Ashley Dougherty (Alice Dudley); Darren Cain (Jesse Williams); Aaron Goldenberg (Danny)

## In fuga per la paura
- Titolo originale: Running Scared
- Diretto da: Ibra Ake
- Scritto da: Ibra Ake e Stephen Glover

### Trama
Quattro mesi dopo, Dre è in viaggio verso il Bonnaroo Music Festival per vedere l'esibizione di Ni'Jah. Sulla strada viene fermata da un agente di polizia, il quale, vedendo comportamenti sospetti da parte della ragazza, si offre di accompagnarla fino all'albergo. In una stazione di servizio, Dre fa la conoscenza di Cricket, una ragazza che riesce a darle una mano per liberarsi del poliziotto. La ragazza la invita a unirsi alla sua setta, formata da giovani donne con l'obiettivo di emancipare la figura femminile attraverso la meditazione e la purificazione. A capo della setta c'è Eva. In un colloquio con quest'ultima, Dre rivela il suo background familiare, confessa di essere un'assassina e di provare godimento nell'uccidere. Durante un rituale, Dre scopre che Eva ha rivelato la sua confessione a tutte le consorelle. Infuriata decide di lasciare la setta, ma Eva cerca di manipolarla per convincerla a rimanere. A quel punto Dre la uccide investendola con la macchina e, dopo aver fatto fuori anche Cricket, scappa via. Arrivata al Bonnaroo Festival, scopre che lo spettacolo è finito e non è riuscita a vedere l'esibizione di Ni'Jah.
- Guest star: Billie Eilish (Eva); Chloe Bailey (Marissa "Ris" Jackson); Kate Lyn Sheil (Cricket); Victoria Blade (Salem); Danielia Maximillian (Grace); Kenzie Dalton (Audrey); Heather Hayes (Janine); Chelsea Yakura-Kurtz (Isis)

## Ragazza, addio
- Titolo originale: Girl, Bye
- Diretto da: Ibra Ake
- Scritto da: Malia Obama e Janine Nabers

### Trama
Un mese dopo, Dre scopre che il numero telefonico di Marissa è stato disattivato da suo padre Harris a seguito della morte della ragazza. Per questo motivo, decide di tornare a Houston. Intanto continua il dibattito tra le varie trasmissioni televisive su chi abbia morso Ni'Jah. Dre arriva alla casa della famiglia di Marissa, con l’obiettivo di minacciare i genitori per fargli riattivare il suo numero telefonico. Harris, padre di Marissa, le punta però il fucile alla testa accusandola del suicidio della loro figlia e di non essere mai stata una buona influenza per lei. Dre si rifugia nella vecchia camera di Marissa e, nonostante il suo iniziale blocco nel vedere tutti gli oggetti appartenenti alla sorellastra, riesce a scappare dalla finestra, evitando di venir uccisa da Harris.
- Guest star: Leon Robinson (Harris Jackson); Kimberly Ann Parker (Patricia Jackson); Karen Rodriguez (Erica); Rickey Thompson (Kenny)

## Passare inosservata
- Titolo originale: Falling Through the Cracks
- Diretto da: Stephen Glover
- Scritto da: Karen Adcock e Stephen Glover

### Trama
Con la formula del mockumentary, l'episodio segue la detective Loretta Greene alle prese con la risoluzione degli omicidi compiuti da Dre nell'arco dei mesi precedenti. La donna, dopo diverse indagini, ipotesi e idee, riesce a capire la connessione tra le vittime di Dre e il loro disprezzo verso Ni'Jah. Attraverso l'account Instagram di Marissa, la Greene riesce a mettersi in contatto con la madre la quale le rivela che sin da quando presero in adozione Dre notarono in lei degli atteggiamenti violenti verso le ragazzine della sua età. In particolare durante un pigiama party per festeggiare il compleanno di Marissa, Dre aggredì violentemente alcune sue amiche, che stavano semplicemente tendendo uno scherzo alla festeggiata. Successivamente la detective si reca all'ufficio adozioni ma l'addetta Meghan si rifiuta di darle informazioni su Dre. A fine episodio viene rivelato che Donald Glover sta lavorando ad una serie ispirata ai crimini di Dre, lasciando intendere che i primi cinque episodi sono solo una ricostruzione degli avvenimenti e che il sesto episodio è l'unico ambientato nel mondo reale e nel presente. Questo spiega il motivo per cui la madre di Dre e Marissa, Patricia, è interpretata da due attrici diverse in Ragazza, addio e Passare inosservata.
- Guest star: Heather Simms (Detective Loretta Greene); Teresa L. Graves (Patricia Jackson); London Rose (Dre da piccola); Bonita Elery (Roberta); Lauren Lee (Gwen Guillory); Chris Gerard (Darryl Robinson); Brooke Jane Taylor (Meghan Pitts); Donald Glover (se stesso)
- Note: la protagonista della serie, Dominique Fishback, è assente nell'episodio e non viene accreditata.

## Solo Dio realizza i sogni
- Titolo originale: Only God Makes Happy Endings
- Diretto da: Adamma Ebo
- Scritto da: Janine Nambers

### Trama
Nel 2018, Dre arriva ad Atlanta e fa la conoscenza di Rashida. Le due iniziano una relazione e decidono di andare a convivere, nonostante a Rashida non piaccia per niente Ni'Jah, dicendo a Dre che addirittura odia la cantante. Nonostante ciò Dre prosegue la relazione con lei, conoscendo anche i suoi genitori. Dopo un anno di fidanzamento, Dre acquista i biglietti del concerto di Ni'Jah come regalo per Rashida, ma la ragazza ribadisce aggressivamente il suo disprezzo più totale per la cantante. Si arrabbia anche perché non potrebbero permettersi biglietti così costosi, vista la loro condizione economica. Questo fa infuririare Dre, che la uccide strangolandola. Dre brucia il suo corpo e, senza volerlo, insieme a lei brucia anche i biglietti per Ni'Jah. A quel punto la ragazza uccide un venditore illegale di biglietti fuori dal concerto e gli ruba quelli per la prima fila. Durante lo spettacolo, Dre scavalca le transenne, allertando la sicurezza. Loro la bloccano, ma a sorpresa Ni'Jah (che Dre vede con le fattezze di Marissa) la invita a cantare per loro, cedendole il microfono. L'episodio si conclude con Dre e Ni'Jah che lasciano insieme il palazzetto e salgono sulla limousine della pop star, facendo un'allusione al titolo dell'episodio: Donald Glover ha scritto un lieto fine per la storia di Dre, quando nella realtà la ragazza è stata arrestata prima di riuscire a scavalcare la sicurezza e tutto ciò che noi vediamo successivamente, nella realtà non è mai avvenuto.
- Guest star: Chloe Bailey (Marissa "Ris" Jackson); Nirine S. Brown (Ni'Jah); Kiersey Clemons (Rashida); Cree Summer (Madre di Rashida); Norm Lewis (Padre di Rashida)